# 大村千吉
大村 千吉（、1922年〈大正11年〉4月27日 - 1991年〈平成3年〉11月24日）は、日本の俳優。本名は大村撰吉（読み同じ）。旧芸名は大村仙吉。
東京市（東京都）出身。エヌ・エー・シーに所属していた。

## 来歴
1922年4月27日、東京市深川で、寄席の芸人であり俳優の東家梅之助の息子として生まれる。深川明治尋常高等小学校卒業。
1933年公開の映画『少年忠臣蔵』に子役で出演。これが映画デビュー作である。
1934年にP.C.L.（現在の東宝）に入社。同年公開の映画『あるぷす大将』にて主演。本名と同じ音の芸名「千吉」はこの『あるぷす大将』の出演時に監督山本嘉次郎につけられたもので、『少年忠臣蔵』時には本名のままであった。1939年にP.C.L.から金語楼劇団に移籍し、舞台俳優として活動。
1943年2月に応召を受け、北京で終戦を迎える。1945年12月に復員。1948年公開作『酔いどれ天使』が復帰作。
その後も1950年代半ばから1960年代半ばまでは年に数本のペースで映画に出演。1967年に東宝を退社してフリーとなる。映画産業が斜陽化した1970年代に入ると特撮、時代劇、刑事ドラマなどテレビ作品に活躍の場を移した。
インパクトの強い役どころを多数演じており、特撮映画では冒頭で事件に巻き込まれる役も多い。
1991年11月24日死去。69歳没。

## 人物
父親は俳優の東家梅之助。1947年に結婚。一男一女の父親で、長男も同じく俳優の大村一郎。
趣味は乗馬、室内スポーツ全般を好んでおり、剣道初段。

## 出演作品

### 映画
- 少年忠臣蔵（1933年、兄弟プロダクション）
- あるぷす大将（1934年、P.C.L.）
- いたづら小僧（1935年、P.C.L.）
- 東京ラプソディ（1936年、P.C.L.）
- 清水の次郎長（1938年、東宝） - 森の石松
- 忠臣蔵 前篇・後篇（1939年、東宝） - 美作屋丁稚長松
- 上海陸戦隊（1939年、東宝） - 少年兵
- エンタツ・アチャコの新婚お化け屋敷（1939年、東宝） - 御用聞
- 酔いどれ天使（1948年、東宝） - ヤクザの子分
- 脱獄（1950年、東宝） - 三公
- 燃ゆる牢獄　(1950年、東宝) - 由松
- 愛と憎しみの彼方へ（1951年、東宝） - 歌う受刑者
- プーサン（1953年、東宝） - 自首して来た男[注釈 2]
- ゴジラシリーズ
  - ゴジラの逆襲（1955年、東宝） - 囚人A[8][7]
  - キングコング対ゴジラ（1962年、東宝） - コンノ[1][7]
  - モスラ対ゴジラ（1964年、東宝） - 漁民A[8][7]
  - 三大怪獣 地球最大の決戦（1964年、東宝） - 帽子拾い屋[8][7]
- 獣人雪男（1955年、東宝） - 村の男[8]
- 生きものの記録（1955年、東宝） - 留置所の男B
- 流れる（1956年、東宝） - 中華料理店の店員
- 蜘蛛巣城（1957年、東宝） - 鷲津の親兵
- 御用聞き物語（1957年、東宝） - 高井屋の六
  - 続御用聞き物語（1957年、東宝） - 六
- 山鳩（1957年、東宝） - 運転手
- あらくれ（1957年、東宝） - 根津の店の職人
- 女殺し油地獄（1957年、東宝） - 宇吉
- 地球防衛軍（1957年、東宝） - 健吉[9]
- 無法松の一生（1958年、東宝） - ぼんさん
- 変身人間シリーズ（東宝）
  - 美女と液体人間（1958年） - 大チャン[1]
  - 電送人間（1960年） - 音吉[8]
- 裸の大将（1958年、東宝） - 駅弁売り
- 潜水艦イ-57降伏せず（1959年、東宝） - 金原上曹[8]
- ハワイ・ミッドウェイ大海空戦 太平洋の嵐（1960年、東宝） - 偵察機偵察員[8]
- 用心棒（1961年、東宝）
- どぶろくの辰（1962年、東宝）
- 太平洋の翼（1963年、東宝） - 輸送機の正操縦員[8]
- 天国と地獄（1963年、東宝） - 病院の外来患者
- クレージー映画
  - クレージー作戦 先手必勝（1963年、東宝） - 小さい男
  - クレージーの無責任清水港（1966年、東宝） - 囚人
  - クレージーだよ奇想天外（1966年、東宝） - 中古車の主人
- 太陽は呼んでいる（1963年、東宝） - 次郎
- 大盗賊（1963年、東宝） - 行商人
- 花のお江戸の無責任（1964年、東宝） - かごや
- 暗黒街全滅作戦（1965年、東宝） - 葬儀屋の親爺
- フランケンシュタイン対地底怪獣（1965年、東宝 / ベネディクトプロ）- テレビ照明マンB[8]
- 戦場にながれる歌（1965年、東宝） - 梅谷助教授
- 狸シリーズ（東宝）
  - 狸の王様（1966年） - うなぎ屋の出前持ち
  - 狸の休日（1966年） - 競馬場の客[注釈 3]
- 三匹の狸（1966年、東宝） - 谷村
- お嫁においで（1966年、東宝） - 体操の先生
- 女の花道（1971年、東京映画） - あめ屋の吉
- 春男の翔んだ空（1977年、現代ぷろだくしょん） - 田辺一作
- 影武者（1980年、東宝） - 鏑馬武田流司家
- ええじゃないか（1981年、松竹）
- 星くず兄弟の伝説（1985年、「星くず伝説」プロジェクト） - 中角
- 人間の約束（1986年、東宝東和）
- 座頭市（1989年、松竹 / 勝プロ）

### テレビドラマ
- 有馬稲子アワー 喪われた街（1965年、CX）
- ウルトラシリーズ（TBS / 円谷プロ）
  - ウルトラQ 第1話「ゴメスを倒せ!」（1966年） - アル中の東海弾丸道路工事作業員[注釈 4]
  - ウルトラマン 第29話「地底への挑戦」（1967年） - 山本（大田山坑夫）
  - ウルトラセブン
    - 第2話「緑の恐怖」（1967年） - 酔っ払いサラリーマン
    - 第41話「水中からの挑戦」（1968年） - 釣り人

  - 帰ってきたウルトラマン 第24話「戦慄! マンション怪獣誕生」（1971年） - マンションの管理人
  - ウルトラマンA
    - 第12話「サボテン地獄の赤い花」（1972年） - 大山（用務員）
    - 第40話「パンダを返して!」（1973年） - 黒マントの男（スチール星人）
- 青春とはなんだ 第27話「逃げた連休」（1966年、NTV / 東宝） - トラック運転手
- 快獣ブースカ（1967年、NTV / 東宝 / 円谷プロ）
  - 第9話「ブースカの大冒険」 - 海賊姿のダイナマイト泥棒
  - 第30話「スピード銃に気をつけろ」 - 用務員のおじさん
- 七人の刑事 第301話、第302話「冷たい粉の追跡（前編、後編）」（1967年、TBS）
- 特別機動捜査隊（NET / 東映）  
  - 第305話「富士山頂」（1967年） - 馬方
  - 第363話「初恋の湖」（1968年） - ラーメン屋
  - 第416話「秋風のブルース」（1969年） - 鈴木
- 桃太郎侍 第3話「秘めたる過去」（1967年、NTV / 三船プロ）
- 戦え! マイティジャック 第17話「逃げたぞ それ行け つかまえろ!!」（1968年、CX / 円谷プロ） - 悪党（Q工作員）
- コメットさん 第49話「空へ飛んだ自動車」（1968年、TBS / 国際放映） - クズ鉄屋
- 怪奇大作戦 第24話「狂鬼人間」（1969年、TBS / 円谷プロ） - 日本刀の狂人[注釈 5]
- 女殺し屋 花笠お竜 第5話「盗人は子守歌が好き」（1969年、12ch / 国際放映）
- 東京バイパス指令（NTV / 東宝）
  - 第17話「奴を殺（ば）らせ」（1969年）
  - 第21話「イヌは誰だ」（1969年）
  - 第28話「街の野獣」（1969年）
  - 第61話「ギャンブル往来」（1970年）
- 鬼平犯科帳（松本幸四郎版） 第1シリーズ （1969年、NET/東宝）
  - 第2話「四度目の女房」（1969年）- 松（大工）
  - 第18話「市松小僧始末」（1970年）- 仙之助
- 独身のスキャット 第4話（1970年、TBS / 円谷プロ）
- チビラくん 第70話「燃えてしまったお爺さん」（1971年、NTV / 円谷プロ） - お爺さん
- 天皇の世紀 第6話「異国」（1971年、ABC / 国際放映）
- 一心太助（1971年ｰ1972年、CX） - 富三
- 荒野の素浪人（NET / 三船プロ）
  - 第1シリーズ 第3話「必殺 帰らざる街道」（1972年） - 鍛冶屋
  - 第2シリーズ 第14話「白狼の牙」（1974年） - 猿
- シルバー仮面 第15話「怪奇宇宙菩薩」（1972年、TBS / 宣弘社） - 村人
- 快傑ライオン丸 第4話「ムササビアン爆破作戦」（1972年、CX / ピープロ） - 果心居士の弟子・久兵衛
- 飛び出せ!青春 第13話「さらば高校五年生!」（1972年、NTV / 東宝）
- ミラーマン 第39話「怪奇大怪獣 -サンガーニ登場- 」（1972年、CX / 円谷プロ） - 田舎の警官
- パパと呼ばないで（1972年 / NTV） - 寿司屋の主人
- 太陽にほえろ!（NTV / 東宝）
  - 第12話「彼は立派な刑事だった」（1972年） - おでん屋台の主人
  - 第55話「どぶねずみ」（1973年） - おでん屋台の主人
  - 第62話「プロフェッショナル」（1973年） - 靴磨きの六（情報屋）
  - 第112話「テキサス刑事登場」（1974年） - 情報屋
  - 第142話「真実はどこに?」（1975年） - 甘栗屋
  - 第196話「言葉の波紋」（1976年） - 食い逃げ犯
  - 第212話「情報」（1976年） - 老紳士風の情報屋
  - 第257話「山男」（1977年） - おでん屋台の主人
  - 第295話「二つの顔の男」（1978年） - 高架下のおじさん
  - 第359話「ジョギングコース」（1979年） - 八百屋
  - 第405話「時効」（1980年） - 若山のとっつぁん
- 泣くな青春 第11話「父と子の接点」（1972年、CX / 東宝）
- 怪談 第7回「地獄へつづく甲州路」（1972年、MBS） - 村人
- ファイヤーマン（1973年、NTV / 円谷プロ）
  - 第13話「竜神沼の恐怖」 - 老警官
  - 第22話「来たぞ!! 変身宇宙人」 - プリマ星人のボス
- 流星人間ゾーン 第8話「倒せ! 恐怖のインベーダー」（1973年、NTV / 東宝） - 釣り人
- 水滸伝 第2話「蒼州の熱風」（1973年、NTV / 国際放映） - 秦
- 雑居時代 第14話「失礼しました!」（1974年、NTV / ユニオン映画） - ガス集金係
- 大江戸捜査網（12ch / 三船プロ）
  - 第128話「裏切りの報酬」（1974年） - 東海屋の番頭
  - 第193話「命預けた怨み節」（1975年）
  - 第234話「美女群盗伝」（1976年） - 女郎屋の客
  - 第504話「盗賊 紅蜘蛛の女」（1981年）
  - 第521話「にせ小判一万両」（1981年）
- 傷だらけの天使 第6話「草原に黒い十字架を」（1974年、NTV / 東宝） - 警備員
- プレイガールQ 第12話「女の敵は女」（1974年、12ch / 東映） - 人事課長
- 非情のライセンス 第2シリーズ（NET / 東映）
  - 第21話「兇悪の白い花」（1975年） - アパート管理人
  - 第61話「兇悪の美女」（1975年） - 着流しの男
  - 第116話「狂宴」（1977年） - アパート管理人
- 俺たちの勲章 第18話「狂乱のロック」（1975年、NTV / 東宝） - 貯木場の男
- 剣と風と子守唄 第27話「栄光への父娘旅」（1975年、NTV / 三船プロ） - 義助
- 新宿警察 第1話「新宿24時」（1975年、CX / 東映）  - スリ
- 破れ傘刀舟 悪人狩り 第64話「悪徳の勲章」（1975年、NET / 三船プロ）
- 七捕物帳 第82話「恋のいろはを教えます」（1975年、NTV / ユニオン映画） - 酒屋の親父
- 隠し目付参上（1976年、MBS / 三船プロ）
  - 第1話「天にのぼったか地にもぐったか」
  - 第8話「穴のむこうは極楽か」 - 勘助
- 俺たちの旅 第30話「ふられ男が旅に出ました」（1976年、NTV / ユニオン映画） - 浜田（ワカメ）のおじ
- 伝七捕物帳 第117話「紫房の十手が許さねえ！」- 床兼
- 子連れ狼 第3部 第5話「母なる味」（1976年、NTV / ユニオン映画） - 人買
- 人魚亭異聞 無法街の素浪人（1976年、NET / 三船プロ）
  - 第2話「霧の夜 蝶は死ぬ」 - 支那料理屋の親爺
  - 第18話「港に散った紅い花」 - 酔客
- いろはの"い" 第11話「あて逃げ」（1976年、NTV / 東宝） - 警官
- 火曜日のあいつ　第18話「幽霊街道に見た!トラックが運んだ父の愛」（1976年、TBS・東宝）-トラック運転手
- 江戸特捜指令 第6話「慄然! 村が全滅」（1976年、MBS / 三船プロ）
- Gメン'75 第90話「スキー場首吊り殺人事件」（1977年、TBS / 東映）
- ロボット110番 第5話「奇蹟をよぶ借金とり」（1977年、NET / 東映） - 肉屋
- 華麗なる刑事（1977年、CX / 東宝）
- 特捜最前線（ANB / 東映）
  - 第7話「愛の刑事魂」（1977年）
  - 第80話「新宿ナイト・イン・フィーバー」（1978年）
  - 第238話「刑事無情・あいつが愛した悪い女!」（1981年）
- 達磨大助事件帳（1978年、ANB / 前進座 / 国際放映）
  - 第12話「からくり花泥棒」 - 木戸番
  - 第26話「夕陽の渡り鳥」
- 西遊記（1978年、NTV / 国際放映）
  - 第5話「反抗期の妖怪」 - 土地神
  - 第12話「御三家妖怪追放作戦」
- 若さま侍捕物帳 第7話「参上!! 悪魔の使者」（1978年、ANB / 前進座 / 国際放映）
- 江戸の渦潮 第19話「仇討ちと別れ道」（1978年、CX / 東宝）  - 瓦版売り
- 大空港 第34話「復讐の大追撃! TOKYOコネクション1979」（1979年、CX / 松竹） - 金谷（麻薬中毒の大量殺人犯）
- 江戸の牙 第20話「悲愁 錦絵の女たち」（1979年、ANB / 三船プロ）
- 半七捕物帳 第24話「闇からの声」（1979年、テレビ朝日 / 歌舞伎座テレビ） - 職人の男
- 俺はあばれはっちゃく 第9話「けとばせ過保護㋪作戦」（1979年、ANB / 国際放映）  - 屋台の主人
- 猿飛佐助 第8話「母君救出作戦 八丁跳び」（1980年、NTV / 国際放映） - 村人
- 旅がらす事件帖 第20話「激突! 恐怖の阿修羅太鼓」（1981年、KTV / 国際放映） - 又平
- おてんば宇宙人 第9話「注文の多い居そうろう」（1981年、NTV / 国際放映）
- 西部警察 第108話「時効成立9分前」（1981年、ANB / 石原プロ） - ドヤ街の親爺
- 同心暁蘭之介 第42話「忍びの女」（1982年、CX / 杉友プロ）
- 外科医 城戸修平 第12話「アラシを呼ぶ男」（1983年、TBS / 木下プロ）
- 新ハングマン 第26話「女体を人体実験する悪魔の病院長」（1984年、ABC / 松竹） - 赤木良二
- 暴れ九庵 第18話「野望」（1985年、KTV / 東宝）
- 月曜ドラマランド（CX）
  - 意地悪ばあさん3 「まだまだ…マダマダ…の巻」（1985年、共同テレビ）
  - いたずらスチュワーデス! お嬢様お手やわらかに-ソウルの休日-（1985年、テレパック） - 運転手
- 金田一耕助の傑作推理 / 殺人鬼（1988年、TBS / 東阪企画）
- 木曜スペシャル / Mr.マリック超魔術V 「うろこのない魚」（1990年、NTV）